# Farena
Farena es una pedanía del municipio de Montreal, en la comarca de Alto Campo, en la provincia de Tarragona. A unos 13 km del centro urbano de la Riba. El tramo de carretera entre la Riba y Farena es un paraje natural muy destacado por su flora. Actualmente el pueblo se encuentra prácticamente deshabitado, especialmente en el invierno. En verano en cambio, se convierte en un pueblo plenamente turístico, con casas rehabilitadas.
Farena se encuentra en las montañas de Prades, a una altitud de unos 610 metros en el declive de un promontorio soleado que cae abruptamente sobre el río Brugent. El núcleo urbano presenta el desnivel característico de un pueblecito de montaña, con subidas y bajadas muy notables, y no se puede acceder con coche. El principal monumento de interés histórico es la iglesia románica de San Andrés, del siglo XII. El Brugent, a su paso por Farena, acostumbra a llevar agua y atrae bastantes bañistas. El 10 de octubre de 1994 se produjo la riada de Sant Tomàs de Vilanova, que desfiguró completamente el paisaje natural del Brugent.

## Lugares de interés
- Iglesia románica de San Andrés, probablemente del siglo XII, con un mural pintado por Anton Català i Gomis.[3] Es sufragánea de la parroquia de Montreal y ha estado a lo largo de los siglos servida por su rector, pero también ha sido utilizada por los vecinos del término de Rojals, especialmente los de El Pinetell.
- Restos del castillo de Farena, en los establos de Can Vilalta, donde aun quedan algunas paredes. En referencia al castillo queda el topónimo de Castellot, aplicado a la roca que hay en lo alto del pueblo.
- Centro histórico de Farena, un agrupamiento de casas de tipología rural, en general, de planta baja y piso, que se han ido construyendo en torno a la iglesia, que se halla en el nivel más alto del núcleo, a partir del cual las construcciones se escalonaron descendiendo hacia el río. Se conservan algunos elementos de la villa amurallada y del desaparecido castillo. El núcleo está documentado desde el siglo XII.[4]